# Gare de Rouen-Orléans
Gare de Rouen-Orléans egy bezárt vasútállomás Franciaországban, Rouen településen. Az állomás az 1944-ben történt bombázások során pusztult el, a háború végeztével pedig már nem építették fel ismét.

## Vasútvonalak
Az állomást az alábbi vasútvonalak érintik:
- Rouen-Gauche–Petit-Couronne-vasútvonal